# Kommersant
El Kommersant (en ruso: Коммерсантъ, abreviado frecuentemente como Ъ) es un diario ruso con una línea editorial orientada a la política y la economía, fundado en 1909-1910.
Desde su creación, la línea editorial del diario mostró su xenofilia —el mismo nombre Kommersant «El empresario» es un préstamo lingüístico, opuesto a la palabra original rusa Kupec—, motivo por el que fue clausurado por los bolcheviques en 1917. En 1989, en el transcurso de la disolución de la Unión Soviética, fue revivido por Vladímir Yákovlev con un número piloto y empezó a salir semanalmente el 8 de enero del año siguiente, en 1990. En 1997 fue comprado por el millonario Borís Berezovski quien, en 2006, lo vendió al magnate de la metalurgia vinculado a Gazprom y accionista del Arsenal Football Club, Alisher Usmánov.